# Катастрофа A300 в Монтеррее
Катастрофа A300 в Монтеррее — авиационная катастрофа, произошедшая ночью 13 апреля 2010 года. Грузовой самолёт Airbus A300B4-203F авиакомпании AeroUnion выполнял плановый рейс 6R302 по маршруту Мехико—Монтеррей—Лос-Анджелес, но при заходе на посадку в Монтеррее потерял управление и рухнул на землю около аэропорта Монтеррея. Погибли все находившиеся на борту самолёта 5 членов экипажа и 2 человека на земле.

## Самолёт

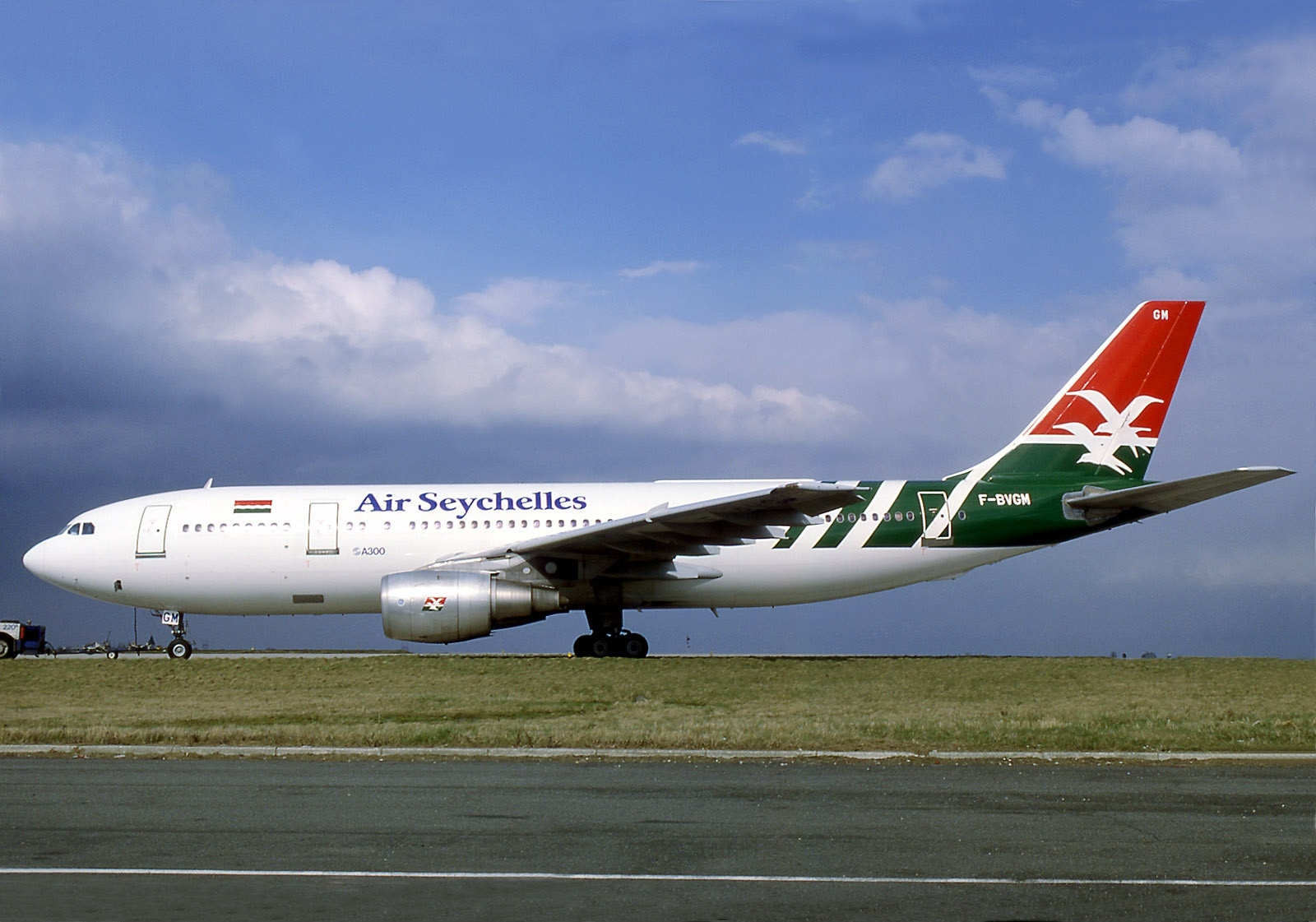
Разбившийся самолёт в 1986 году (в период эксплуатации в Air Seychelles)

Airbus A300B4-203 (регистрационный номер XA-TUE, серийный 078) был выпущен в 1979 году (первый полёт совершил 6 апреля). Оснащён двумя турбовентиляторными двигателями General Electric CF6-50C2. 31 мая того же года был передан авиакомпании Air France, в которой получил б/н F-BVGM. От неё сдавался в лизинг авиакомпаниям:
- Air Seychelles (со 2 октября 1985 года по октябрь 1987 года),
- Malaysia Airlines (с 1 мая 1988 года по 27 мая 1989 года).

3 марта 1998 года был куплен авиакомпанией FSBU, где получил б/н N828SC и переделан из пассажирского в грузовой (A300B4-203F). 27 февраля 1999 года перешёл в авиакомпанию ICC Cargo (борт C-FICB, имя Justin Edward). 12 апреля 2002 года был куплен авиакомпанией AeroUnion, в которой получил бортовой номер XA-TUE и имя Margo. На день катастрофы налетал 55 170 часов.

## Экипаж
Состав экипажа рейса 6R302 был таким:
- Командир воздушного судна (КВС) — 56-летний Адольфо Мюллер Пазос (исп. Adolfo Muller Pazos). Очень опытный пилот, налетал 16 754 часа, 5446 из них на Airbus A300.
- Второй пилот — 37-летний Хосе Мануэль Герра (исп. José Manuel Guerra). Опытный пилот, налетал 3114 часов, 1994 из них на Airbus A300.
- Сменный второй пилот — 34-летний Умберто Кастильо Вера (исп. Humberto Castillo Vera). Опытный пилот, налетал 3038 часов, 1461 из них на Airbus A300.
- Пилот-наблюдатель — 21-летний Манфред Мюллер (исп. Manfred Muller). Налетал 204 часа.
- Авиатехник — 36-летний Эрик Гузман (исп. Érick Guzmán).

## Расследование
Расследование причин катастрофы рейса 6R302 проводило Федеральное агентство гражданской авиации Мексики (AFAC) при участии Министерства связи и транспорта Мексики.
Окончательный отчёт расследования был опубликован в июле 2011 года.